# Стасенко Михайло Дмитрович
Михайло Дмитрович Стасенко (1870 — 1958, с. Дібрівка, Миргородський район, Полтавська область України) — український майстер та тренер з верхової їзди (майстер-наїзник міжнародного класу), педагог.

## Життєпис
Народився в 1870 році в селі Дібрівка. Працював на Дібрівському кінному заводі, потім вивчився на наїзника. У 1923 р. на іподромі в Чикаґо верхи на рисаку Гільдейці (називний відм. Гільдеєць) пробіг дистанцію 1600 м за 2 хв. 11 секунд (тодішній рекорд). У липні 1933 р. — кобила Гільда на Московському іподромі під час Всесоюзних змагань пробігли 1600 м за 2 хв. 5 секунд (новий рекорд). На бігових доріжках наїздив 1 339 200 кілометрів. Виграв 5 нагород Дербі — головний приз у скакових і бігових випробуваннях коней на різних іподромах світу. Встановив 30 всесоюзних рекордів. У 70-річному віці виграв приз Дербі на вихованій ним кобилі Баядерці у Москві (остання перемога). Брав участь в змаганнях у Франції, Великій Британії, США. 
Мав 4 синів та доньку (ніхто не став наїзником).
У будинку Михайла Дмитровича зараз знаходиться їдальня Дібрівського кінного заводу.